# Maska małpy
Maska małpy (ang. The Monkey's Mask) – australijski thriller z 2000 roku w reżyserii Samanthy Lang. Zdjęcia kręcono w Sydney.

## Fabuła
Detektyw Jill Fitzpatrick zostaje wynajęta przez rodziców zaginionej Mickey, młodej poetki. W trakcie dochodzenia Jill poznaje profesor literatury Dianę, która wcześniej była wykładowczynią Mickey. Pomimo że Diana jest zamężna, kobiety nawiązują miłosne stosunki. Wkrótce zostaje odnalezione ciało zaginionej dziewczyny i Jill rozpoczyna poszukiwania mordercy. Odkrywa, że Mickey miała wiele romansów, które opisywała w pamiętniku i oddawała w wierszach. W trakcie dalszego śledztwa wychodzi na jaw, że w sprawę zamieszana jest Diana.

## Obsada
Źródło: Filmweb.pl
- Marton Csokas – Nick Maitland
- John Noble – Mr. Norris
- Jim Holt – Bill McDonald
- Brendan Cowell – Hayden
- William Zappa – Detective Sergeant Wesley
- Abbie Cornish – Mickey Norris
- Susie Porter – Jill Fitzpatrick
- Kelly McGillis – Profesor Diana Maitland
- Deborah Mailman – Lou
- Linden Wilkinson – Mrs. Norris
- Annie Jones – Evelyn McDonald
- John Batchelor – Steve

i inni.